# Wilbert London
Wilbert London (* 17. August 1997 in Waco, Texas) ist ein amerikanischer Leichtathlet, der sich auf den Sprint spezialisiert hat. Seine persönliche Bestleistung über 200 Meter liegt bei 20,72 s. Seine persönliche Bestleistung über 400 Meter liegt bei 44,47 s, die er bei den US-amerikanischen Leichtathletik-Meisterschaften 2017 lief.
Bei den U20-Weltmeisterschaften 2016 lief er in London eine Zeit von 45,27 s über 400 Meter und wurde damit Zweiter. Außerdem gewann er als Mitglied der 4-mal-400-Meter-Staffel eine Goldmedaille. Im darauffolgenden Jahr gewann er eine Silbermedaille als Mitglied der 4-mal-400-Meter-Staffel bei den Weltmeisterschaften 2017 in London.